# Älgtjärnen (Anundsjö socken, Ångermanland)
Älgtjärnen är en sjö i Örnsköldsviks kommun i Ångermanland och ingår i Moälvens huvudavrinningsområde.